# John Roberdeau
John Roberdeau  (* 17. August 1953 in Fort Belvoir, Virginia; † 6. Mai 2002 in New York City) war ein US-amerikanischer Filmproduzent.
Roberdeau ging 1979 mit Produzent Robert Michael Geisler eine geschäftliche Partnerschaft ein und war 1983 als Ausführender Produzent an Windhunde von Robert Altman beteiligt. 1991 folgte Secret Friends, bei dem er erneut ausführend beteiligt war.
Bei der Oscarverleihung 1999 war er für Der schmale Grat gemeinsam mit Grant Hill und Robert Michael Geisler für den Oscar in der Kategorie Bester Film nominiert. Die drei wurden vom Australian Film Institute für den Besten ausländischen Film nominiert und erhielten den Golden Satellite Award, ebenfalls für den besten Film. Hinzu kamen zwei Nominierungen für den OFTA Film Award.
Die finale veröffentlichte Version von Der schmale Grat zog rechtliche Auseinandersetzungen zwischen Regisseur Terrence Malick und den Produzenten nach sich.
Der schmale Grat blieb Roberdeau letzte realisierte Filmproduktion. Zuletzt hatte er die Verfilmungsrechte an Faith of My Fathers von John McCain gekauft. Er starb im Alter von 48 Jahren an einem Herzanfall.